# Trabalho forçado de prisioneiros de guerra na União Soviética
O trabalho sistemático de prisioneiros de guerra na União Soviética está associado principalmente aos resultados da Segunda Guerra Mundial e abrange o período de 1939 a 1956, desde a formação oficial dos primeiros campos de prisioneiros de guerra até a repatriação dos últimos prisioneiros de guerra, do Exército de Guangdong.
Esta forma de trabalho escravo foi tratada pela Direção-Geral de prisioneiros de guerra e internados Assuntos (Главное управление по делам военнопленных и интернированных, ГУПВИ, transliterado como GUPVI) da NKVD, fundado em 1939 (inicialmente como a "Direção dos Assuntos dos Prisioneiros", управление по делам военнопленных), de acordo com a NKVD. 0308 "Sobre a organização dos campos de prisioneiros de guerra" para lidar com prisioneiros de guerra poloneses após a invasão soviética da Polônia. Os primeiros campos de prisioneiros de guerra foram formados na parte européia da URSS.
No final da Segunda Guerra Mundial, a União Soviética acumulou um grande número de prisioneiros de guerra alemães e japoneses e outros países que formavam o Eixo, estimados em mais de 5 milhões (dos quais 15% morreram em cativeiro), além de internados Civis alemães usados como parte das reparações.
O prisioneiro de guerra e os internos foram tratados por 24 campos de frente, 72 campos de trânsito, mais de 500 campos de trabalho e "campos especiais", 421 "batalhões de trabalhadores" (рабочий батальон), 214 "hospitais especiais" e 322 campos para tratamento de repatriação. todo o território da União Soviética. Muitos prisioneiros de guerra foram usados para a reconstrução de cidades danificadas pela Wehrmacht durante a Segunda Guerra Mundial.
Em 2000, uma coleção de documentos arquivados soviéticos relacionados a prisioneiros de guerra na União Soviética foi publicada na Rússia, com uma introdução, um mapa dos campos de prisioneiros de guerra e comentários.